# Samsung Galaxy M51
O Samsung Galaxy M51 é um smartphone Android de gama média fabricado pela Samsung Electronics como parte da sua série M. Foi anunciado no final de agosto de 2020 e lançado no mês seguinte. O telefone tem um ecrã sAMOLED Plus de 6,7 polegadas, uma configuração de câmara quádrupla de 64 MP e uma bateria de 7000 mAh. É principalmente derivado do Samsung Galaxy A71 em termos de design e especificações.

## Especificações

### Hardware
O Samsung Galaxy M51 tem uma tela Super AMOLED Plus Infinity-O com resolução de 1080 × 2400, proporção de 20:9 e densidade de pixels de ~385 ppi. O telefone vem com 128 GB de armazenamento interno, bem como 6 ou 8 GB de RAM . O armazenamento pode ser expandido via microSD. O telefone é alimentado pelo Qualcomm SDM730 Snapdragon 730G (8 nm) emparelhado com a GPU Adreno 618.

#### Bateria
O Samsung Galaxy M51 tem uma bateria de íons de lítio não removível com capacidade de 7000 mAh. Esta é a maior capacidade de bateria de qualquer telefone Samsung Galaxy em setembro de 2020 e significativamente maior do que a maioria dos outros telefones amplamente disponíveis.

#### Câmeras
O Samsung Galaxy M51 tem uma configuração de câmera quádrupla disposta em formato de “L” no canto superior esquerdo do plástico traseiro. A configuração da câmera consiste em uma câmera grande angular de 64 MP, capaz de gravar vídeos em 4K, uma câmera ultralarga de 12 MP, uma câmera de profundidade de 5 MP para fotos em close-up e um sensor de profundidade de 5 MP para Live Focus. Uma única câmera frontal de 32 MP está inserida no orifício na parte superior central da tela.

### Software
O Samsung Galaxy M51 vem com o Android 10 com o One UI “CORE” 2.1 da Samsung. No final de 2021, a Samsung anunciou que o Samsung Galaxy M51 receberá actualizações do Android 12 com base no One UI 4.1.

## História
O Samsung Galaxy M52 foi anunciado em 31 de agosto de 2020.  Foi lançado no mês seguinte, a 11 de setembro de 2020.